# 出離
出離（しゅつり）、離欲（りよく）、ネッカンマ（巴: Nekkhamma）とは、「世俗的世界から離れて、聖なる生活を送る」「欲望、渇望、五欲から自由になること」といった意味をもつ仏教用語である。カーマ（Kāma）の対義語にあたる。またこういった欲望や五欲がなくなった出離がある心のことを出離心（しゅつりしん）ともいう。
仏教において、出離を思惟することは、八正道のうち正思惟の一つである。上座部仏教においては十波羅蜜の一つに出離波羅蜜がある。

## パーリ仏典において
Pañcakāmaguṇe hitvā pirūpe manorame,

Saddhāya gharā nikkhamma dukkhassantakaro bhava.
愛すべく喜ばしい五欲の対象を捨て、

信によって家から出離し、苦を終滅せしめる者であれ。
—パーリ仏典, スッタニパータ 339, Sri Lanka Tripitaka Project

### 正思惟のひとつとして
Katamo ca bhikkhave, sammāsaṅkappo: yo kho bhikkhave, nekkhammasaṅkappo avyāpādasaṃkappo, avihiṃsāsaṅkappo, ayaṃ vuccati bhikkhave, sammāsaṅkappo.
比丘たちよ、正思惟とは何か。出離思惟、無瞋思惟、無害思惟を正思惟とよぶ。
—パーリ仏典, 相応部 道相応 44 Magga Saṃyutta, Avijjāvaggo, Sri Lanka Tripitaka Project
パーリ仏典において、釈迦は法話にて自身の悟りの妨げとなったものを挙げており、それは洞察を妨げ苦悩を引き起こすもの、涅槃を阻止し逆の効果をもたらすもの、その2種類に分類している。